# Hakim al-Nishaburi
Abū ʿAbd Allāh Muhammad ibn ʿAbd Allāh al-Ḥākim al-Nishābūrī (o al-Nīsābūrī o al-Nīshāpūrī), noto anche come Ibn al-Baiyi) (in arabo  أبو عبدالله محمد بن عبدالله الحاكم النيسابوري‎?; Nishapur, 933 – Nishapur, 3 agosto 1014), è stato un storiografo arabo sunnita e riconosciuta autorità dell'islam tradizionalista del suo tempo, spesso citato come "Imām al-muḥaddithīn" (Guida dei tradizionisti) o  "Muḥaddith del Khorasan".

## Biografia
Al-Ḥākim al-Nīshāpūrī, che veniva da Nishapur, ebbe molti insegnanti a Khurasan in Iraq (dove si recò per studio ad appena 20 anni), Transoxiana ed in altri luoghi. Ebbe allievi che divennero famosi come l'Imam al-Bayhaqi un gigante del suo tempo.
Al-Ḥākim al-Nīshāpūrī ottenne una grande reputazione scrivendo l'al-Mustadrak ʿalā al-Ṣaḥīḥayn (in arabo المستدرك على الصحيحين‎?). Iniziò a scrivere il suo al-Mustadrak quando aveva già 72 anni. Si dice abbia detto: "Ho bevuto acqua da Zamzam e chiesto ad Allah che mi concedesse l'eccellenza nella scrittura di libri".

## Morte
Il terzo giorno di Safar dell'anno 405 dell'Egira, al-Ḥākim al-Nīshāpūrī andò alle terme, e all'uscita disse: "Ah" e morì indossando un panno in vita prima che avesse tempo di mettere una veste vera e propria. Più tardi, uno dei suoi allievi, al-Ḥasan ibn Ashʿath al-Qurashī, disse: «Ho visto al-Ḥākim in sogno, a cavallo, con un bell'aspetto, e diceva: "salvezza". Gli chiesi: "al-Ḥākim, cosa"? Egli rispose: "scrittura di ḥadīth"».

## Eredità
Shah Waliullah, uno studioso sunnita del XVIII secolo, disse:

### Critiche
Al-Hākim si attirò critiche per aver accettato alcune idee dello sciismo. Ibn al-Subkī giudica l'accusa di sciismo come priva di fondamento perché Ibn ʿAsākir include al-Hākim fra gli ashariti, che considerano lo sciismo come innovazione perniciosa (bidʿa ). Eppure, questa accusa non è mai morta del tutto, malgrado la maggioranza dei sunniti giudichi assolutamente sincero il modo di trasmettere tradizioni da parte di al-Hākim.

## Opere
Egli scrisse numerose opere, tra cui:
- al-Abwâb ("I capitoli")
- al-Amâlî ("I comandamenti")
- al-Amâlî al-ʿashiyyât ("Comandamenti notturni")
- Faḍâʾil al-Shâfiʿî ("I grandi meriti di al-Shâfiʿî")
- Fawâʾid al-nusakh ("Vantaggi delle copie")
- Fawâʾid al-Khurâsâniyyîn ("Vantaggi del popolo di Khurâsân")
- al-Iklîl fî dalâʾil al-nubuwwa ("Il diadema nelle prove della profezia")
- al-ʿIlal ("Le lacune dei ḥadîth")
- Mâ Tafarrada bi-ikhrâjihi kullu wâḥidin min al-Imâmayn ("Tradizioni riscontrate solo nell'opera di uno dei due Imam (al-Bukhârî o Muslim)")
- al-Madkhal ilâ ʿilm al-Ṣaḥîḥ ("Introduzione alla sana scienza")
- Maʿrifat anwâʾ ʿulûm al-Ḥadîth ("Conoscenza delle difformità nelle scienze dei Hadîth")
- al-Mustadrak ʿalâ al-Ṣaḥîḥayn ("Supplemento di ciò che è stato tralasciato da al-Bukhârî e da Muslim")
- Muzakkâ al-akhbâr ("Verifica delle informazioni")
- al-Ṣaḥîḥâni ("I due libri sani")
- Al-Talkhîs ("Sommario")
- Tarâjim al-Musnad `alâ Sharḥ al-Ṣaḥîḥayn ("Traduzioni del Musnad (di Ahmad ibn Hanbal) rispondenti alle condizioni dettate dai due libri intitolati Ṣaḥîḥ")
- Tarâjim al-Shuyûkh ("Traduzioni delle biografie degli sceicchi")
- Târîkh `Ulamâ' Ahl Naysabûr ("Storia degli studiosi di Nīsābūr")